# Mira Estrela (ort)
Mira Estrela är en ort i Brasilien.   Den ligger i kommunen Mira Estrela och delstaten São Paulo, i den södra delen av landet, 500 km sydväst om huvudstaden Brasília. Mira Estrela ligger 458 meter över havet och antalet invånare är 2 820.
Terrängen runt Mira Estrela är huvudsakligen platt. Mira Estrela ligger uppe på en höjd. Runt Mira Estrela är det glesbefolkat, med 13 invånare per kvadratkilometer.. Närmaste större samhälle är Indiaporã, 15,9 km väster om Mira Estrela.
Omgivningarna runt Mira Estrela är en mosaik av jordbruksmark och naturlig växtlighet.